# Karin Hils
Karin Hils (née Karin Pereira de Souza le 7 février 1979 à Paracambi, Rio de Janeiro, Brésil) est une actrice, chanteuse et compositrice brésilienne. En 2002, elle remporte le concours de talents Popstars et rejoint le girls band brésilien Rouge jusqu'en 2006, avec lequel elle sort quatre albums studio : Rouge (2002), C'est La Vie (2003), Blá Blá Blá (2004) et Mil Uma Noites (2005). Ces albums se sont vendus à 6 millions d'exemplaires, ce qui fait de Rouge le girls band le plus vendu au Brésil et l'un des vingt les plus vendus dans le monde . 
Karin Hils est également comédienne. Elle a gagné en reconnaissance grâce à sa participation à plusieurs comédies musicales, comme Hairspray en 2009, Emoções Baratas, Alô, Dolly!, Xanadu et Mudança de Hábito, ainsi qu'aux séries télévisées Pé na Cova et Sexo e Negas. En 2016, elle intègre le casting de la telenovela Carinha de Anjo, interprétant une religieuse, Sœur Fabiana. 

## Carrière

### 2002–2006: Rouge
En 2002, Karin Pereira de Souza s'inscrit au télé-crochet musical brésilien Popstars, et est sélectionnée parmi 30 000 inscrits pour la deuxième phase du programme. Les gagnantes du concours formeront les futures membres du groupe Rouge : Fantine Thó, Li Martins, Luciana Andrade, Aline Wirley et Karin Pereira de Souza. La même année, leur premier album studio, Rouge, est vendu environ 2 millions d'exemplaires et est récompensé par le certificat de diamant de l'Association brésilienne des producteurs de disques (ABPD). Le single de l'album est Não Dá para Resistir suivi de Ragatanga, avec une participation spéciale du girls band espagnol Las Ketchup, en plus de Beijo Molhado et Nunca Deixe de Sonhar. Le groupe a également sorti un album de remix intitulé Rouge Remixes, vendu à 150 000 exemplaires, recevant un certificat d'or, ainsi que l'album vidéo O Sonho de Ser Uma Popstar. 
En 2003, le groupe sort son deuxième album studio, C'est La Vie, vendu à environ 100 000 exemplaires la première semaine et à un million d'exemplaires au total, et qui comporte les singles Brilha La Luna, Um Anjo Veio Me Falar etVem Cair na Zueira. Le deuxième album live du groupe sort en DVD le 3 décembre de la mme année, et est intitulé A Festa dos Seus Sonhos. Le 11 février 2004, Luciana Andrade annonce son départ du groupe, ne se reconnaissant plus dans le virage dance-pop pris par le groupe. Après le départ de Luciana, les quatre membres ont sorti les albums Blá Blá Blá (en 2004) et Mil e Uma Noites (en 2005). Le groupe s'est définitivement scindé en juin 2006, le contrat avec Sony Music n'ayant pas été renouvelé. En quatre ans, le groupe a vendu environ 6 millions de disques devenant le groupe féminin le plus vendu au Brésil et l’un des vingt plus vendus au monde, et a reçu en tout deux certificats d’or, deux certificats de platine, un double certification platine et certification d'un diamant par l'ABPD. 

### 2006–présent: Carrière d'actrice
Entre 2006 et 2008, Karin Hils tente de présenter à certaines maisons de disques un projet d’album, sans succès. En 2008, elle devient choriste pour le rappeur Tulio Dek, sur scène et pour son album O Que Se Leva de Vida à Vida Que Se Leva. En 2009, elle travaille avec le producteur Rick Bonadio sur un projet d'album R & B, avec la participation de quelques rappeurs. L'album n'aura finalement pas d'aboutissement, sans qu'aucune explication ne soit donnée. La même année, Karin Hils se concentre sur sa carrière d'actrice. Elle fait ses débuts dans la comédie musicale Hairspray, ainsi qu'en 2010 lors de la reformation de Emoções Baratas. Elle interprète également le personnage de Dionne dans Hair. Après avoir rencontré Miguel Falabella dans les coulisses des émissions, elle est invitée à rejoindre la telenovela Aquele Beijo en 2011. En 2012, interprète des rôles dans les comédies musicales Alô, Dolly! et Xanadu. En 2013, Karin Hils rejoint le casting de la série télévisée Pé na Cova, Rede Globo, et interprète le personnage de Soninja dans les trois premières saisons. 
En 2014, Karin quitte temporairement le casting pour se consacrer à un autre projet, Sexo e as Negas, inspiré par l'Américain Sex and the City, qui comporte exclusivement des actrices noires. En 2015, après six ans de carrière d'actrice, elle obtient son premier rôle majeur, le personnage de Deloris Van Cartier dans Mudança de Hábito, qui est joué dans les théâtres de Whoopi Goldberg et sur la scène américaine de Raven-Symoné. En 2016, elle revient pour la cinquième saison de Pé na Cova. Peu de temps après, elle signe un contrat avec le SBT pour intégrer le feuilleton Carinha de Anjo, interprétant Sœur Fabiana.

## Filmographie
| Année     | Émission de télévision | Rôle                        | Remarques                                                            |
| --------- | ---------------------- | --------------------------- | -------------------------------------------------------------------- |
| 2002      | Popstars               | Candidate (Finaliste)       | Saison 1                                                             |
| 2002      | Rouge: A História      | Présentatrice               |                                                                      |
| 2003      | Romeu e Julieta        | Amie de Juliette            | Spécial fin d'année                                                  |
| 2005      | Floribella             | Elle-même                   | Épisode: "14 de julho de 2005"                                       |
| 2011      | Aquele Beijo           | Bernadete do Amaral         |                                                                      |
| 2013      | Fábrica de Estrelas    | Elle-même                   | Épisodes: "A Volta do Rouge", "Tudo É Rouge", "Faria Tudo Outra Vez" |
| 2013-2016 | Pé na Cova             | Soninja Torres Sampaio      |                                                                      |
| 2014      | Sexo e comme Negas     | Zulma dos Santos            |                                                                      |
| 2016-18   | Carinha de Anjo        | Sœur Fabiana Canto Teixeira |                                                                      |

### Films
| Année | Film                                | Personnage |
| ----- | ----------------------------------- | ---------- |
| 2003  | Xuxa Abracadabra                    | Elle-même  |
| 2005  | Eliana dans O Segredo dos Golfinhos | Elle-même  |

## Apparitions sur scène
| Année     | Production        | Rôle                |
| --------- | ----------------- | ------------------- |
| 2009      | Hairspray         | Dinamite 3          |
| 2010      | Emoções Baratas   | Cici                |
| 2010-11   | Hair              | Dionne              |
| 2012-13   | Xanadu            | Thalia              |
| 2013      | Alô, Dolly!       | Ensemble            |
| 2015-2016 | Mudança de Hábito | Deloris Van Cartier |

## Discographie
Autres apparitions
| Chanson                             | Année | Autre artiste (s)                         | Album                                      |
| ----------------------------------- | ----- | ----------------------------------------- | ------------------------------------------ |
| Crise de Existência (backing vocal) | 2005  | CPM 22                                    | Félicidade Instantané                      |
| Nossa Festa Começou                 | 2007  | Suave, Endrigo Baggio avec Michel Martins | Dance Dance Dance                          |
| Só Eu e Você                        | 2008  | Túlio Dek                                 | O Que Se Leva da Vida É À Vida Que Se Leva |
| Cartas pra Você (backing vocal)     | 2009  | NX Zero                                   | Agora                                      |
| Ultima Missão                       | 2013  | Edi Rock avec Nego Jam                    | Contra Nós Ninguém Será                    |